# Дівіна (потік)
Дівіна (словац. Divina) — річка в Словаччині; права притока Вагу. Протікає в окрузі Жиліна.
Довжина — 9.5 км. Витікає в масиві Яворники (схил гори Казіцка Кочера) на висоті 780 метрів.
Протікає територією сіл Дівіна і Дівінка. Впадає у Ваг на висоті 320 метрів (водосховище Грічов).